# Força Aérea Insurgente da Eslováquia
A Força Aérea Insurgente da Eslováquia (em eslovaco:  Slovenské povstalecké letectvo) foi uma unidade aérea aliada que lutou contra as potências do eixo na Eslováquia e participou da Revolta Nacional Eslovaca entre agosto e outubro de 1944.

## História

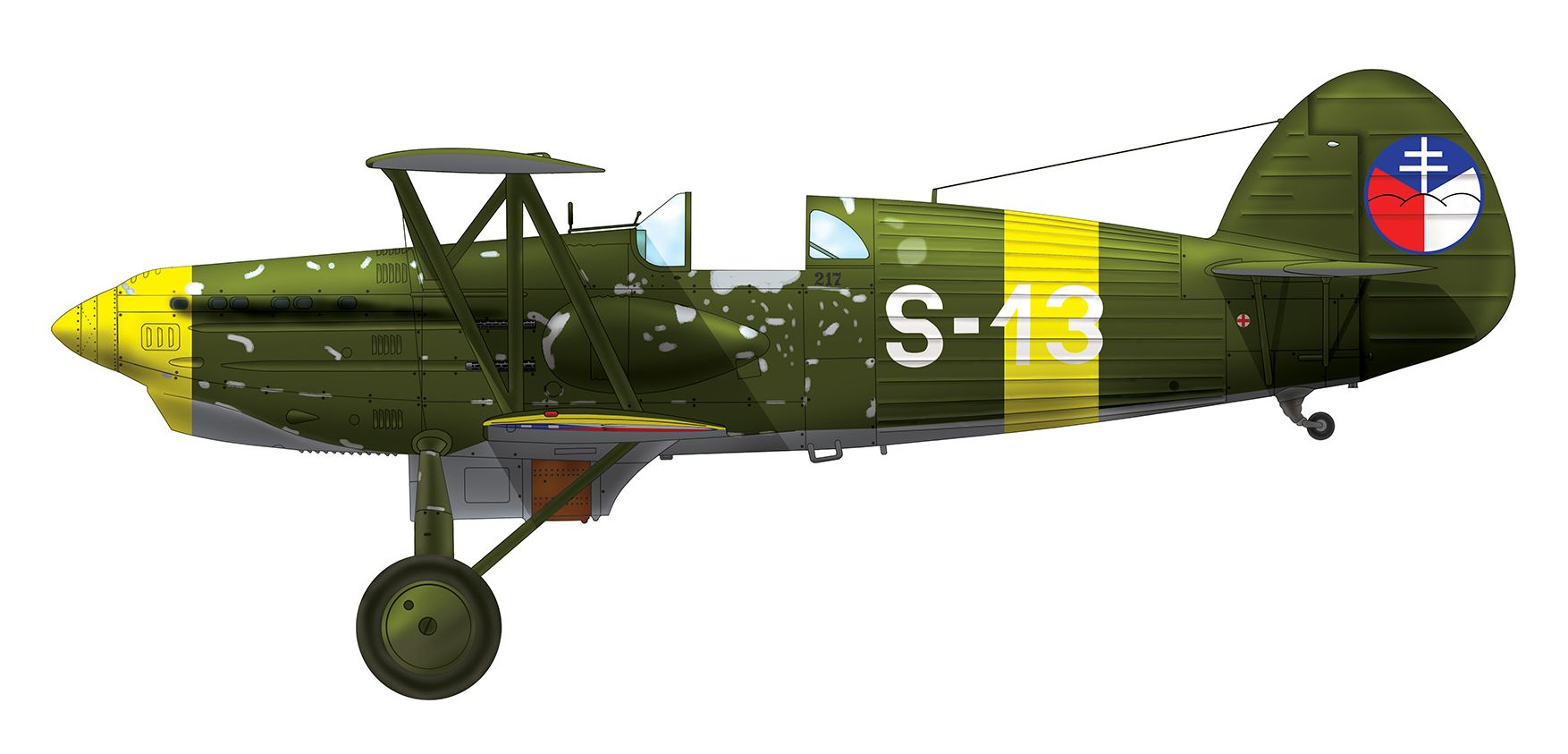
Um Avia B.534.217 do Esquadrão Combinado, no qual Frantisek Cyprich abateu um Junkers Ju 52/3m húngaro

A Revolta Nacional Eslovaca, organizada pela resistência militar eslovaca, iniciou em condições desfavoráveis no dia 29 de agosto de 1944. Nos primeiros dias, os insurgentes perderam os principais aeródromos em Piešťany, Spišská Nová Ves, Poprad, Vajnory próximo a Bratislava e Trenčín, mas mantiveram uma grande área no centro da Eslováquia com o aeródromo de Tri Duby (atualmente chamado de Aeroporto de Sliač) e um campo de pouso temporário próximo a Zolná.
Todas as aeronaves militares da Força Aérea Insurgente formaram uma unidade de reconhecimento-bombardeiro, chamado Esquadrão Combinado. Consistia de quatro caças biplanos Avia B-534, três bombardeiros leves mais antigos Letov Š-328 e dois obsoletos Bf 109E-4. Foram posteriormente reforçados por outros dois Bf 109G-6s e um Focke-Wulf Fw 189, que escaparam da Eslováquia Oriental para os soviéticos na Polônia, após os insurgentes serem cercados e desarmados pelos alemães. Outras aeronaves que acredita-se ter estado nas mãos dos rebeldes foram dois Klemm Kl 35, alguns Heinkel He 72 Kadett e dois bombardeiros médios Savoia-Marchetti SM.84, capturados em combate. Os insurgentes tiveram problemas ao fornecer itens para sua força aérea, especialmente munições para as metralhadoras alemãs dos Bf 109.
Os soviéticos forneceram um auxílio para a revolta no dia 17 de setembro de 1944, quando moveram o 1º Regimento Aéreo de Caça Checoslovaco sob o comando do Capitão František Fajtl. Esta unidade, voando a aeronave Lavochkin La-5FN, foi formada com pilotos de caça habilidosos, particularmente voluntários checoslovacos veteranos da Força Aérea Real. Os pilotos insurgentes voaram 923 surtidas e destruíram 40 aeronaves das potências do eixo. Também receberam várias missões de reconhecimento e alvos de ataque em solo. As atividades das forças aéreas na Eslováquia no final de 1944 eram normalmente interrompidas por mau tempo ou nuvens baixas, tornando os voos nas regiões montanhosas da Eslováquia muito perigosos. As unidades forneceram cobertura aérea nos aeródromos de Zolná e Tri Duby durante a revolta até 25 de outubro de 1944. Nestes dias, o último aeródromo insurgente de Tri Duby foi ameaçado por fogo de artilharia e o avanço de tropas alemãs.
A medida que a revolta foi sendo destruída pelos alemães no final de outubro de 1944, o comandante do exército insurgente, Rudolf Viest, ordenou que a Força Aérea recuasse da Eslováquia Central para aeródromos mais seguros, sendo então assegurados pelo Exército Vermelho na Polônia. A maior parte dos pilotos juntou-se à 1ª Divisão Aérea Combinada Checoslovaca, que participou da libertação da Polônia e Checoslováquia no início de 1945.

## Membros
- Rudolf Božík
- František Cyprich[2]
- Belo Kubica
- Sava Poljanec
- František Hanovec
- Štefan Ocvirk
- František Brezina
- Imrich Štosel[3]
- Michal Ilovský[4]
- Jozef Modrovich